# Chapeau de cow-boy

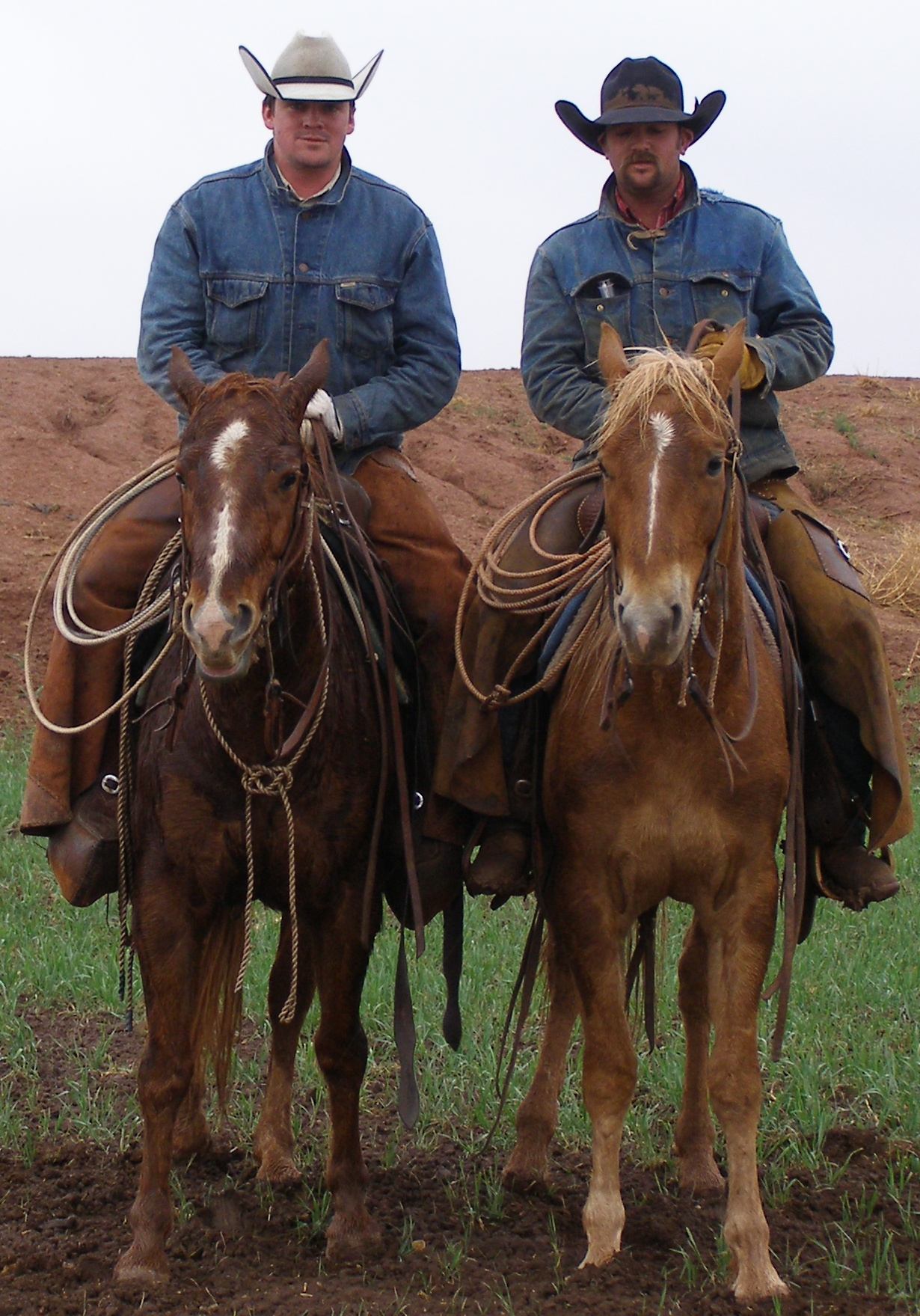
Cow-boys d'aujourd'hui portant des chapeaux de cow-boy.

Un chapeau de cow-boy désigne un type de couvre-chefs aux larges bords et à la calotte haute, typiques des cow-boys d'Amérique du Nord. Il existe sous plusieurs formes et dans différentes matières. S'il était à l'époque principalement utilisé par les travailleurs de ranchs américains et autres cow-boys, il a été popularisé au fil des années par les médias et le folklore américain et est encore aujourd'hui porté par de nombreuses personnes, dans l'Ouest du Canada et dans le Nord du Mexique. Reconnu dans le monde entier, il est devenu un symbole vestimentaire incontournable de l'ouest américain, encore porté par certains chanteurs et danseurs de musique country, éleveurs de bétail ou participants de concours de rodéo.
L'une des marques les plus connues est le Stetson.

## Histoire

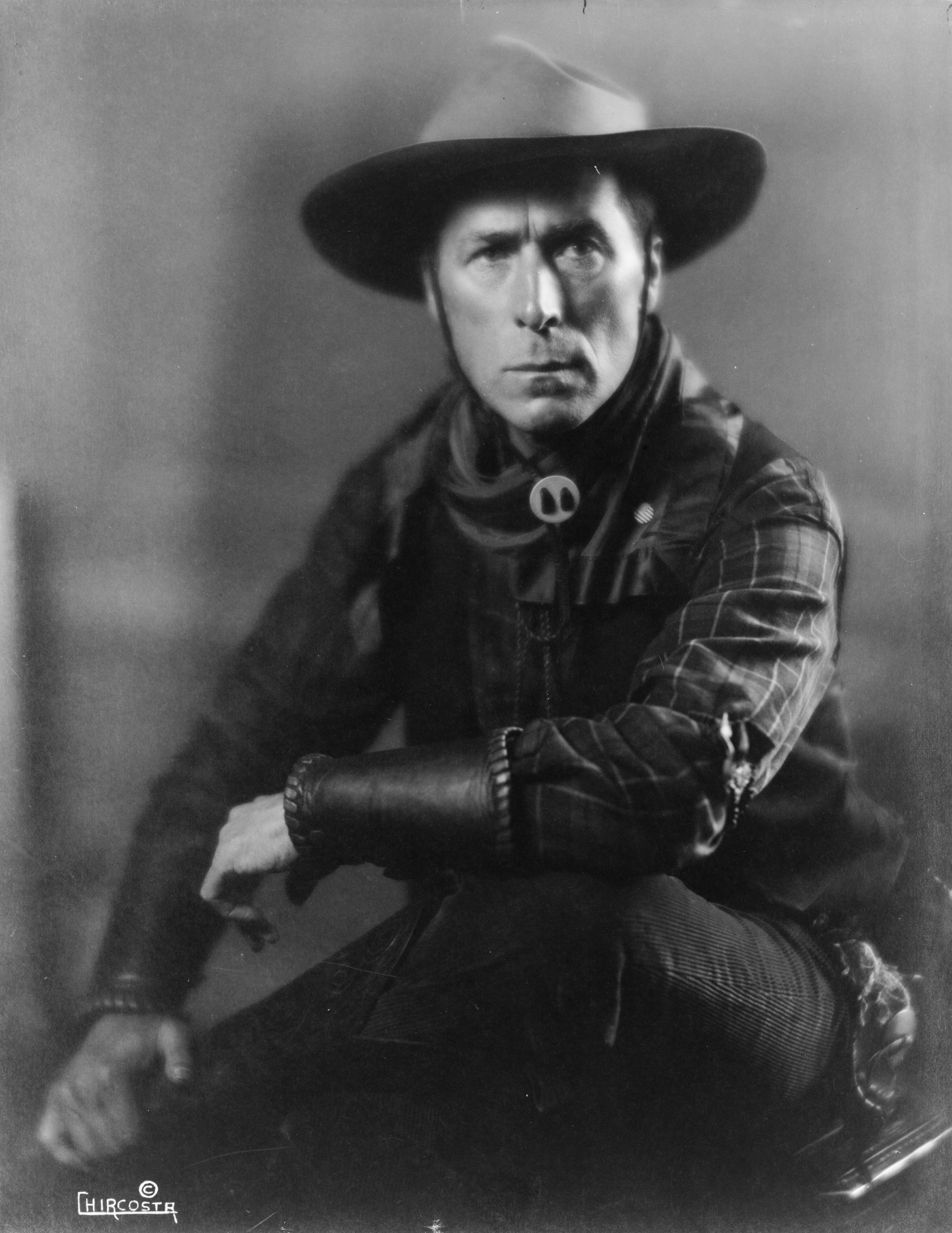
William S. Hart, acteur de films muets.

Le concept d'un chapeau haut à larges bords, conçu pour être porté par un cavalier existe déjà au XIIIe siècle avec les cavaliers mongols.
Le chapeau de cow-boy n'est pas né en tant que tel et son style est venu avec le temps. Aucun style de chapeau n'était spécifiquement créé pour les cow-boys, ainsi, de nombreuses formes de chapeau existaient, comme les chapeaux haut-de-forme, les chapeaux melon, des casquettes militaires datant de la guerre de Sécession, des chapeaux de marins entre autres.
Contrairement à la croyance populaire, le chapeau melon était à l'origine bien plus populaire dans l'Ouest américain. Le journaliste Lucius Beebe le nomma même "the hat that won the West". Le cow-boy portait cela dit des chapeaux à larges bords bien avant la conception des chapeaux de cow-boys moderne. On reconnaît généralement l'"invention" du chapeau de cow-boy tel qu'on le connait aujourd'hui à John Batterson Stetson, fondateur de la John B. Stetson Company.
Le chapeau "Boss of the Plains" (Le roi des plaines), conçu par Stetson dans les années 1860 était en feutre, à bords plats, avec une calotte haute et des arêtes arrondies,. Léger et dans des matériaux imperméables, il était équipé d'un ruban pour ajuster la taille. Un tel chapeau pouvait contenir de l'eau si besoin, aider à attiser le feu et surtout à protéger de la chaleur, du soleil, de la pluie et des autres intempéries. Il a d'abord été vendu en 1865 à Central City (Colorado) sous le nom de Boss of the Plains, plus tard il a été appelé simplement Stetson par référence à son inventeur et à sa marque.
La variation des matériaux permit un élargissement de la gamme et surtout des prix proposés. Les chapeaux en feutre de fourrure étaient composés de poils et de fourrure de castor ou de lapin et étaient assez résistants alors que les feutres de laine étaient plus fragiles, mais plus abordables. Au XIXe siècle et durant la première moitié du XXe siècle, un chapeau était un élément indispensable dans la garde-robe de tout homme. Stetson proposait des chapeaux de qualité qui représentaient à la fois un investissement "utile" pour le cow-boy et une preuve de succès pour les citadins.
La fabrication des chapeaux de cow-boy moderne est resté pratiquement inchangée depuis la création de Stetson. La forme a quant à elle évolué, souvent par son utilisateur lui-même pour mieux se protéger des intempéries ou pour suivre d'autres modes. La matière de ces chapeaux devenait plus flexible une fois mouillée ou exposée à la vapeur. Comme ils avaient tendance à rester dans leur forme en séchant ou en refroidissant, il devenait facile de donner une autre forme, ou d'autres plis aux chapeaux.

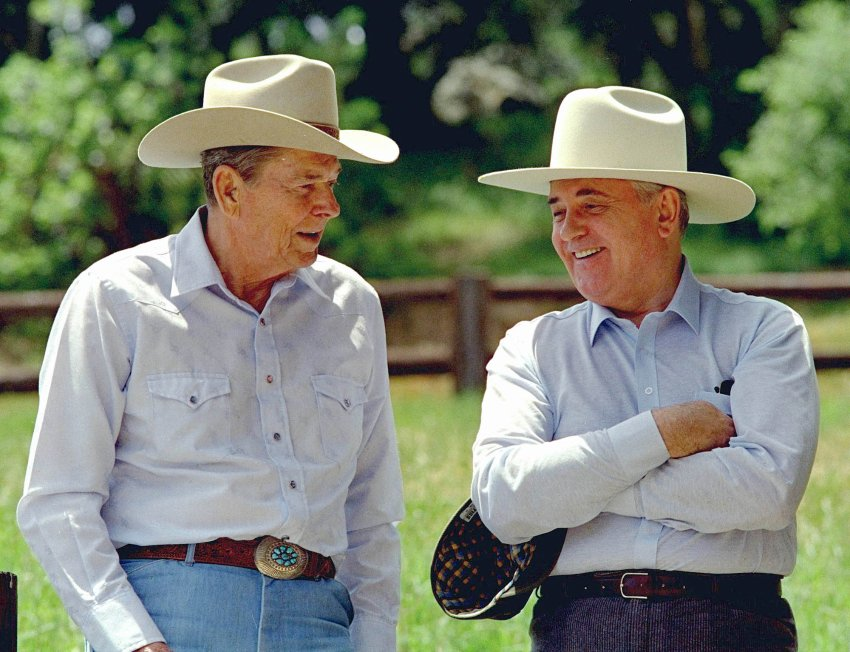
Le président Ronald Reagan et Mikhail Gorbatchev en chapeau de cow-boy (1992).

Le mythe du cow-boy s'est petit à petit fait connaitre au-delà des frontières, grâce à des artistes tels que Buffalo Bill ou aux films westerns, avec des acteurs tels que Tom Mix, Gene Autry, Roy Rogers ou John Wayne. Le "Boss of the Plains" influença différents chapeaux à larges bords portés par les agriculteurs et les éleveurs partout aux États-Unis. La première utilisation d'une variante de Stetson dans le cadre d'un uniforme officiel fut celle pour les Rangers du Texas. Une conception basée sur les créations de Stetson fait également partie de l'uniforme de la cérémonie de la Gendarmerie royale du Canada. Les présidents Harry Truman, Dwight Eisenhower, Lyndon B. Johnson, Ronald Reagan et George W. Bush portaient des chapeaux de cow-boy fabriqués par Stetson.
Les plis de certains chapeaux de cow-boys permettent de leur donner un caractère individuel, aidant leur propriétaire à les reconnaître parfois. Ces plis et ses bosses servent dans certains cas à enfiler et retirer le chapeau plus facilement, en évitant de l'attraper par le bord parfois trop souple. Une forme très populaire utilisée sur les chapeaux de cow-boys moderne présente une large pliure en plein milieu avec des dents de chaque côté. Cette forme est appelée Cattleman hat. Autre forme populaire, le pli Carlsbad qui reprend un pli central marqué, mais avec une forte inclinaison de la partie haute du chapeau vers l'avant. Le pli rodéo (rodeo crease) ou pli Bull Rider, (anciennement appelé RCA crease, pour la Professional Rodeo Cowboys Association), le pli quarter horse et le pli tycoon avec un front pincé, sont également visibles aujourd'hui.

## Exemples de modèles

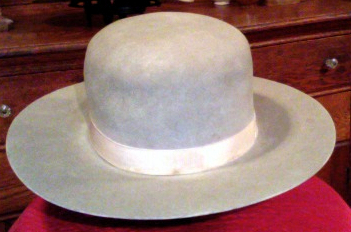
Boss of the Plains.
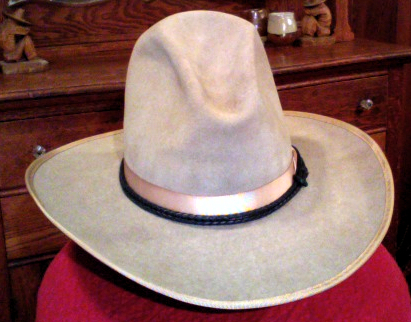
Stetson carlsbad des années 1920.
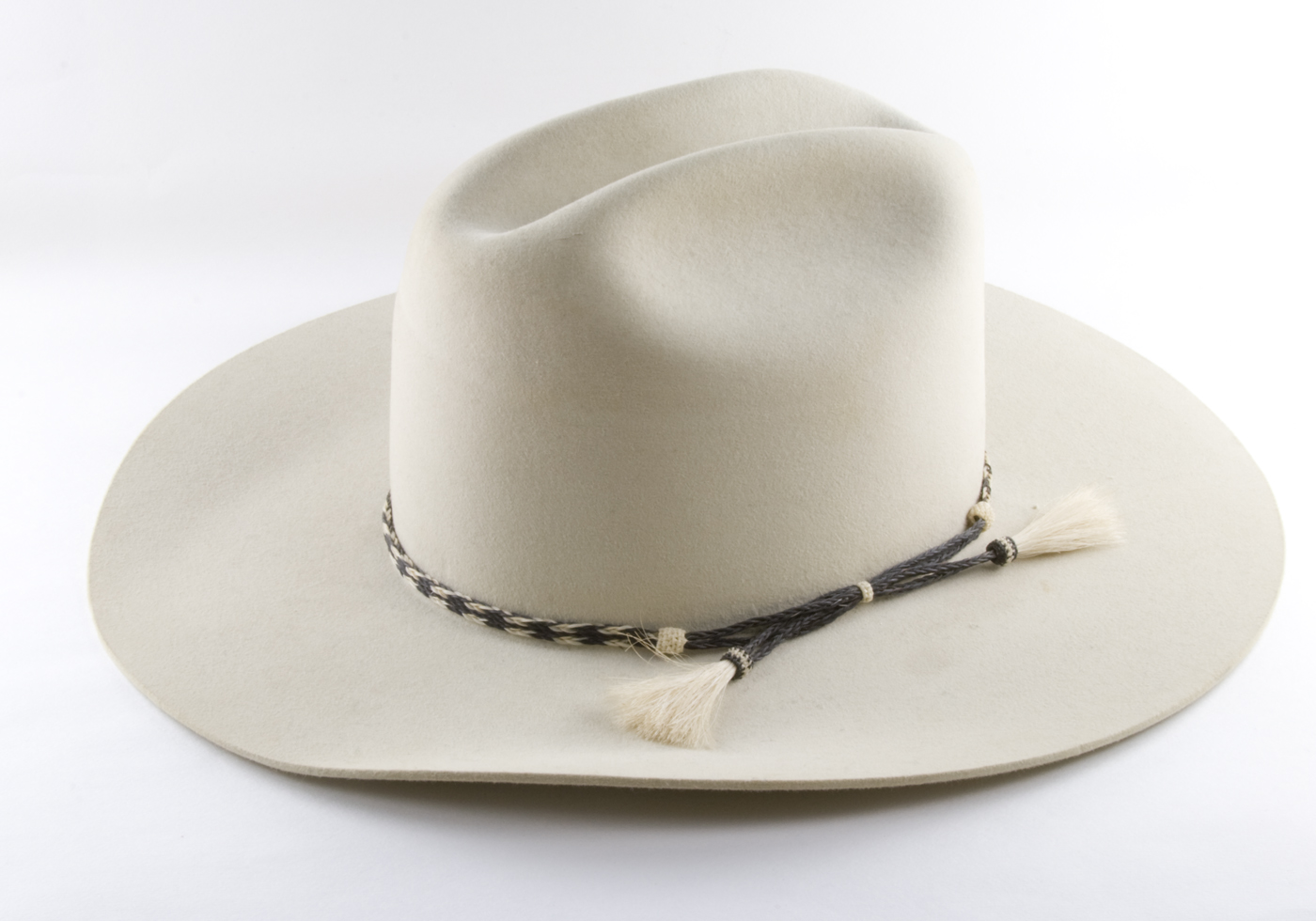
Chapeau en feutre.
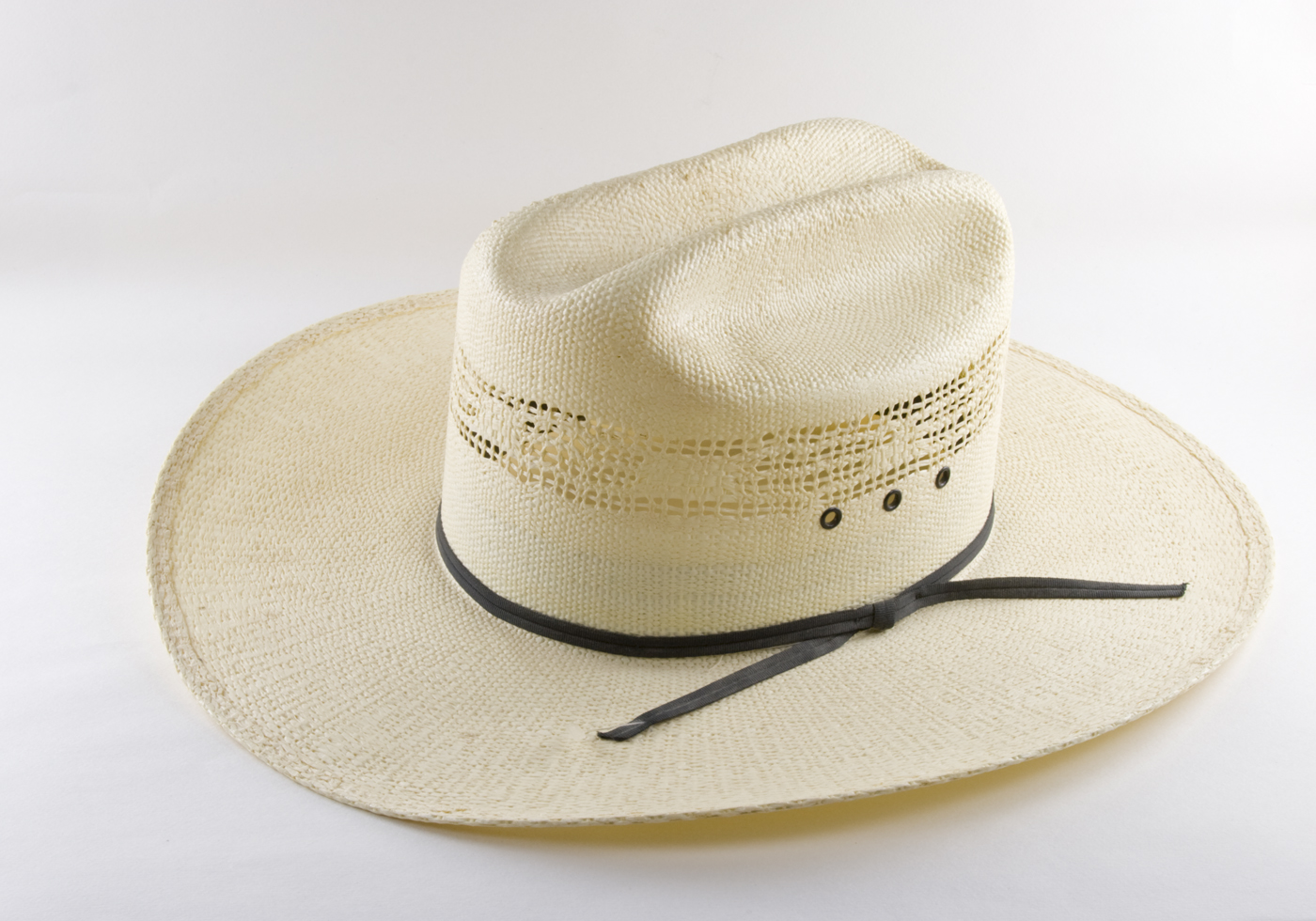
Chapeau en paille.